# باشگاه فوتبال دوکلا پراگ
باشگاه فوتبال دوکلا پراگ  (به چکی: FK Dukla Prague) یک باشگاه فوتبال در جمهوری چک است که در شهر پراگ قرار دارد و هم‌اکنون در لیگ برتر فوتبال جمهوری چک بازی می‌کند.
این باشگاه در سال ۱۹۵۹ میلادی تأسیس شده‌است.

## افتخارات
- لیگ دسته دوم فوتبال جمهوری چک 
  - قهرمان (۱): ۱۱–۲۰۱۰